# Erica vanheurckii
Erica vanheurckii là một loài thực vật có hoa trong họ Thạch nam. Loài này được Müll.Arg. mô tả khoa học đầu tiên năm 1870.